# Christophe Faynel
Christophe Faynel  est un entomologiste français spécialiste de la famille des Lycaenidae.

## Biographie
Après des études de mathématiques à Saint-Étienne durant lesquelles il adhère à la Société de Sciences Naturelles Loire-Forez et commence sa formation d’entomologiste, il est nommé professeur de mathématiques en Guyane durant cinq ans, jusqu'en 2002.
Jusqu'en 2012, il enseigne les mathématiques au collège Georges Brassens de Lattes.

## Publications
Depuis 2000, Christophe Faynel a publié 9 articles de taxinomie et 7 articles de faunistique sur les lycènes de Guyane. Et tout particulièrement cinq années d’observation sur les Theclinae de Guyane française 

## Espèces décrites
Christophe Faynel a décrit 9 espèces nouvelles d'Amérique du Sud et 16 espèces nouvelles en Guyane :
- Strephonota bicolorata[3]